# Missões diplomáticas do Peru

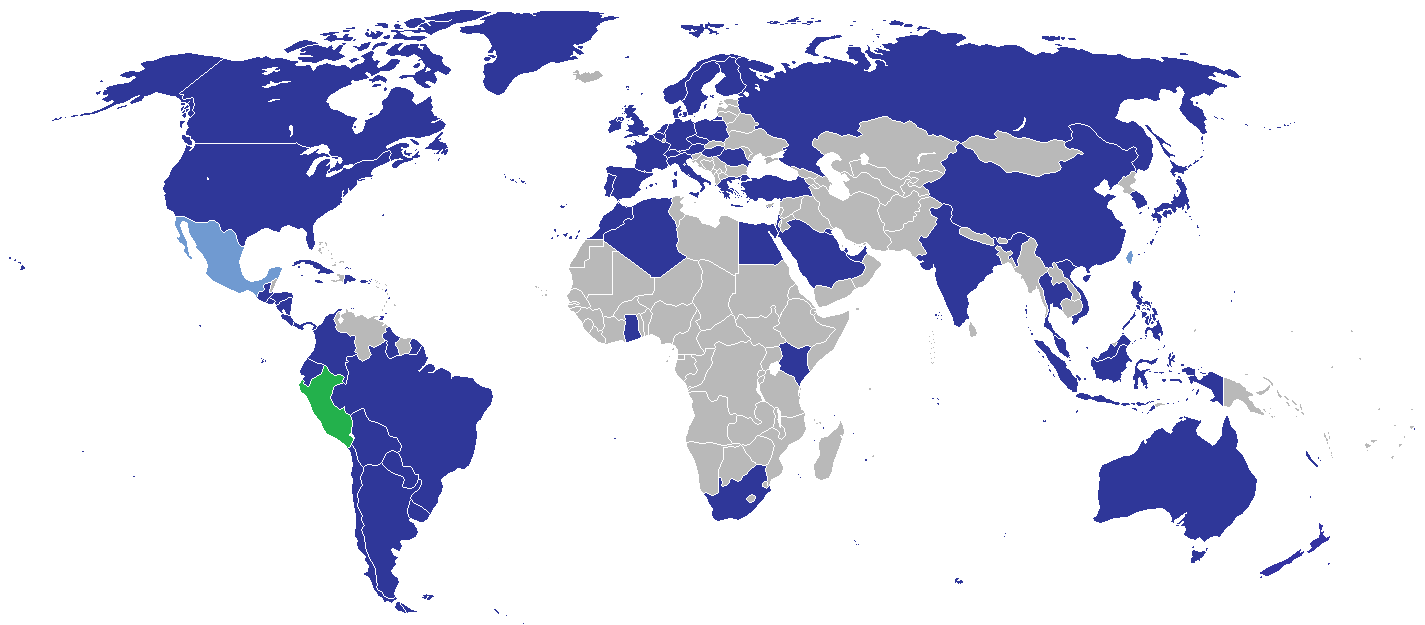
Mapa de missões diplomáticas do Peru
Peru
Embaixada

Nas capitais dos países onde o Peru tem representação oficial, há embaixadas e consulados gerais, consulados ou seções consulares. Abaixo se encontram as embaixadas e consulados do Peru:

## África

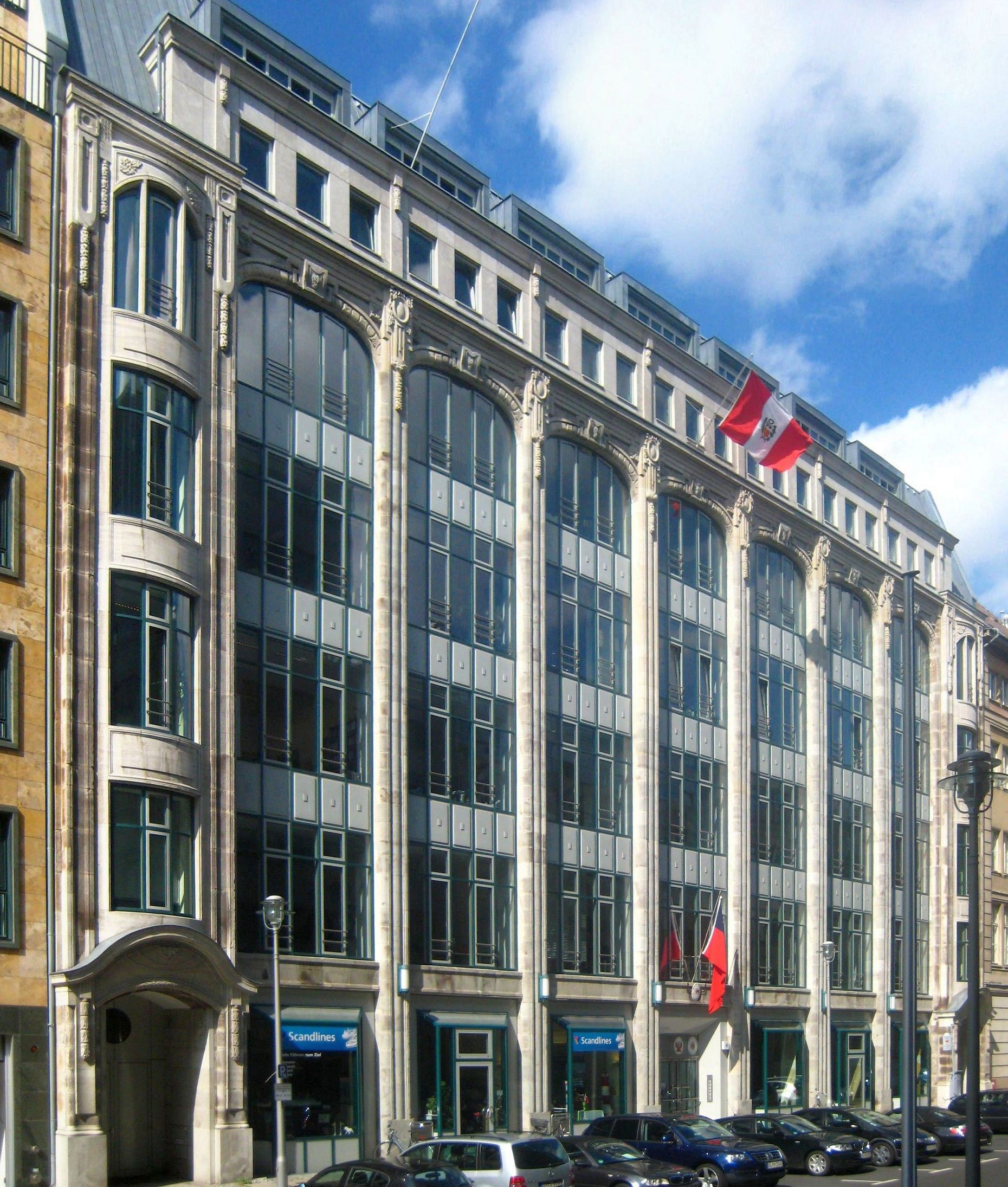
Embaixada do Peru em Berlim

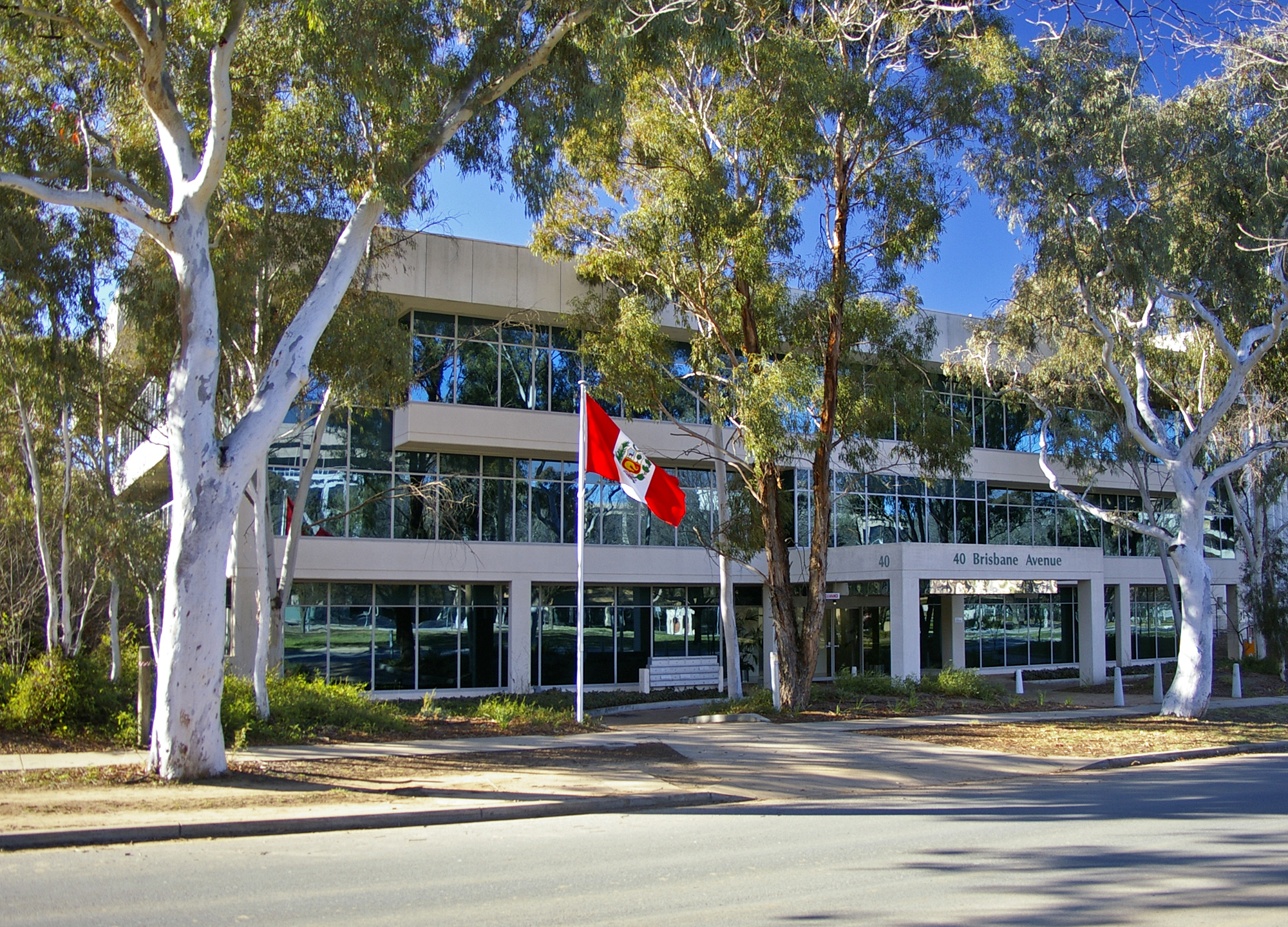
Embaixada do Peru em Canberra

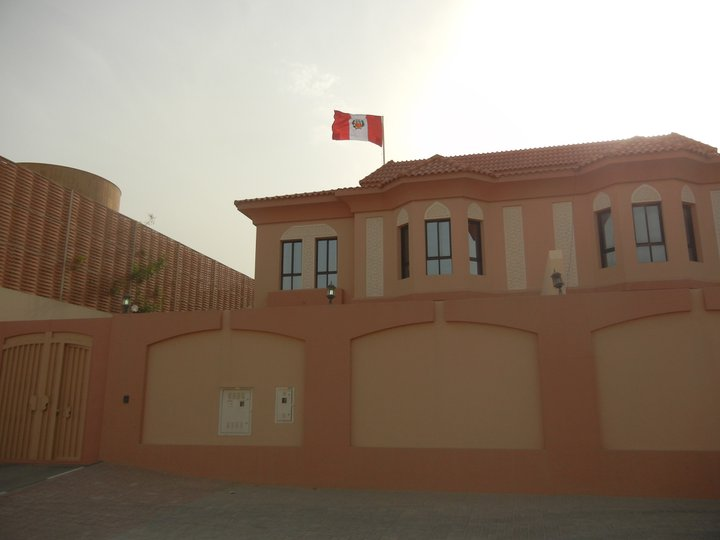
Embaixada do Peru em Doha

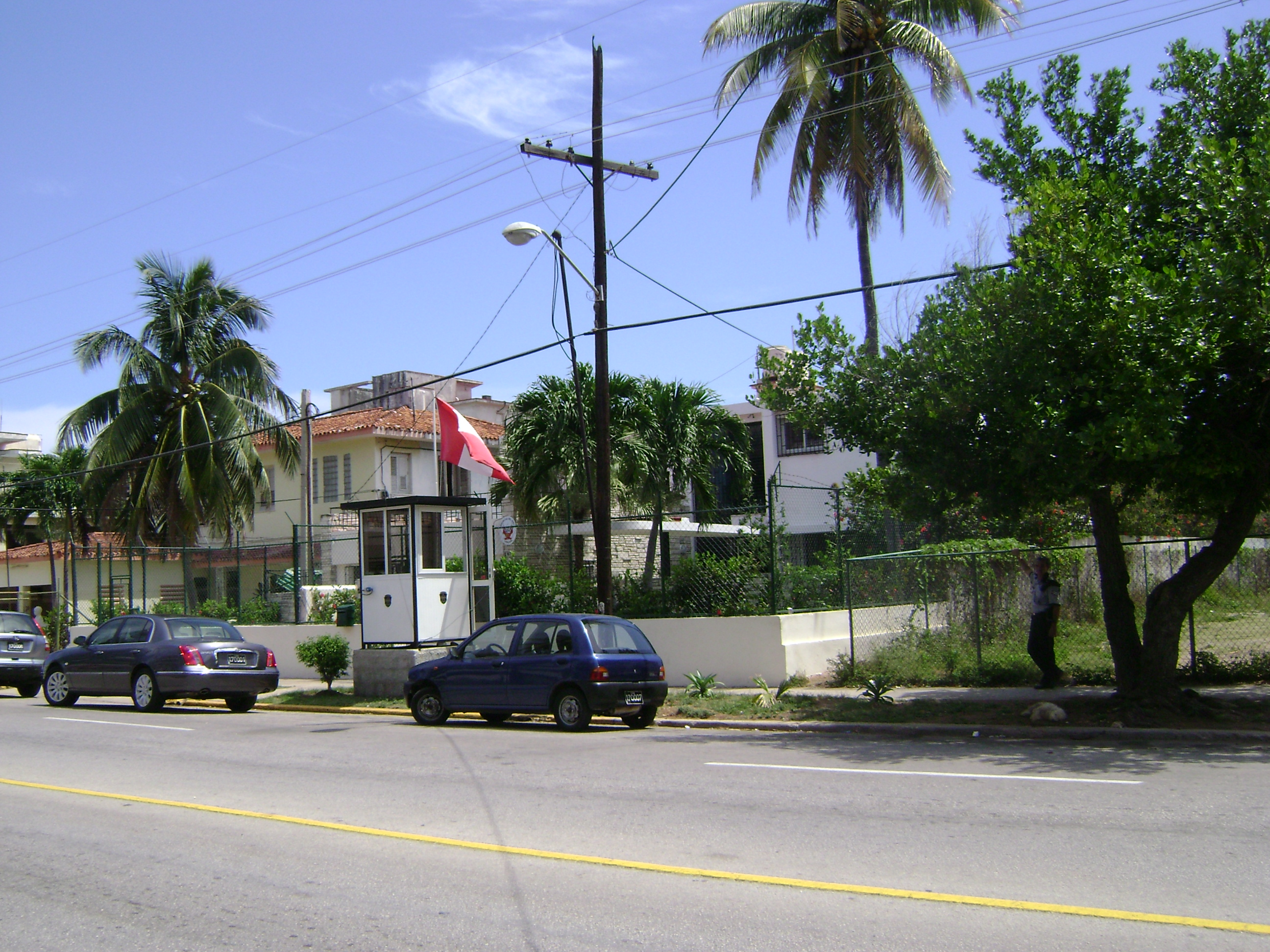
Embaixada do Peru em a Havana

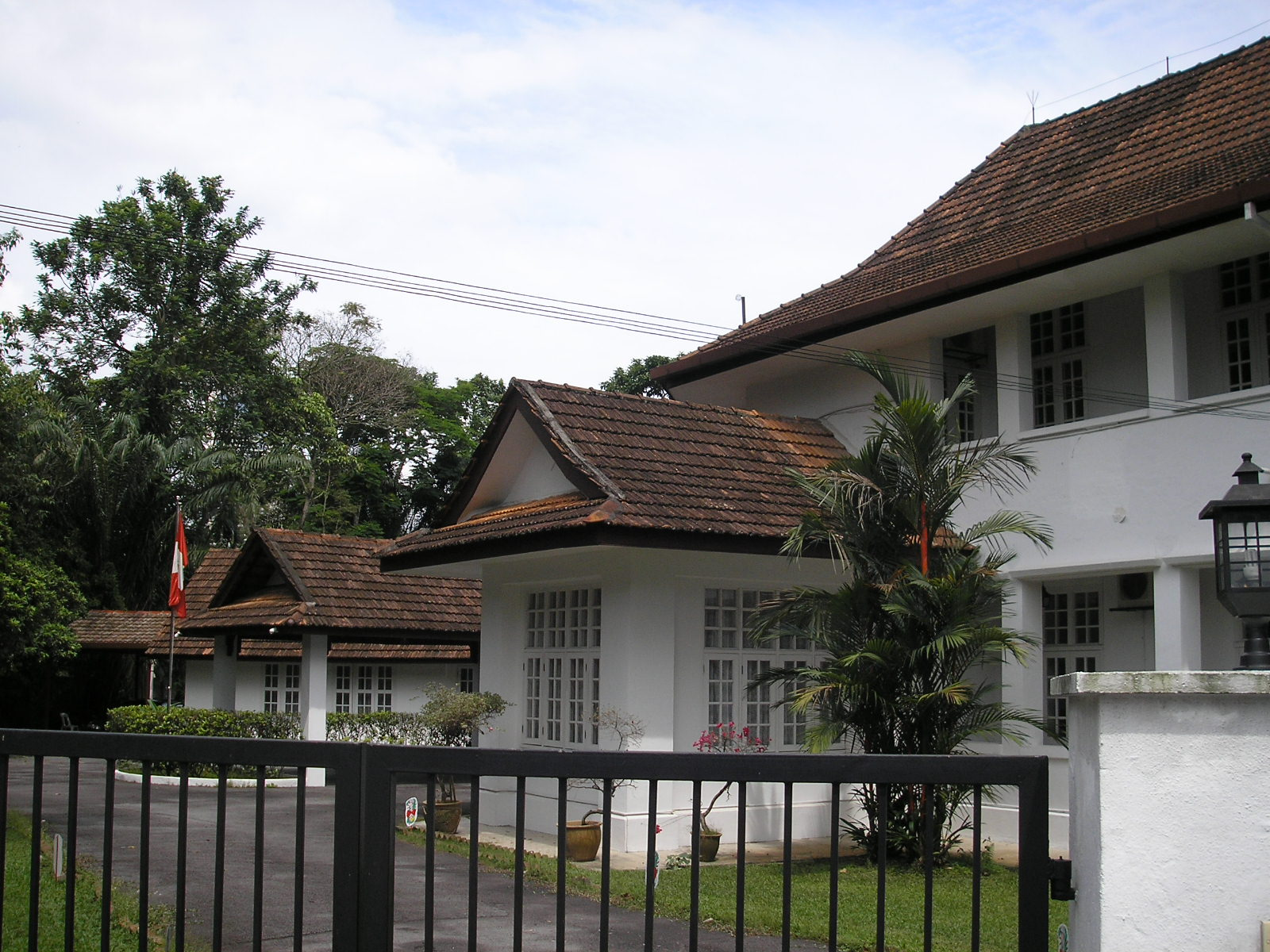
Embaixada do Peru em Kuala Lumpur

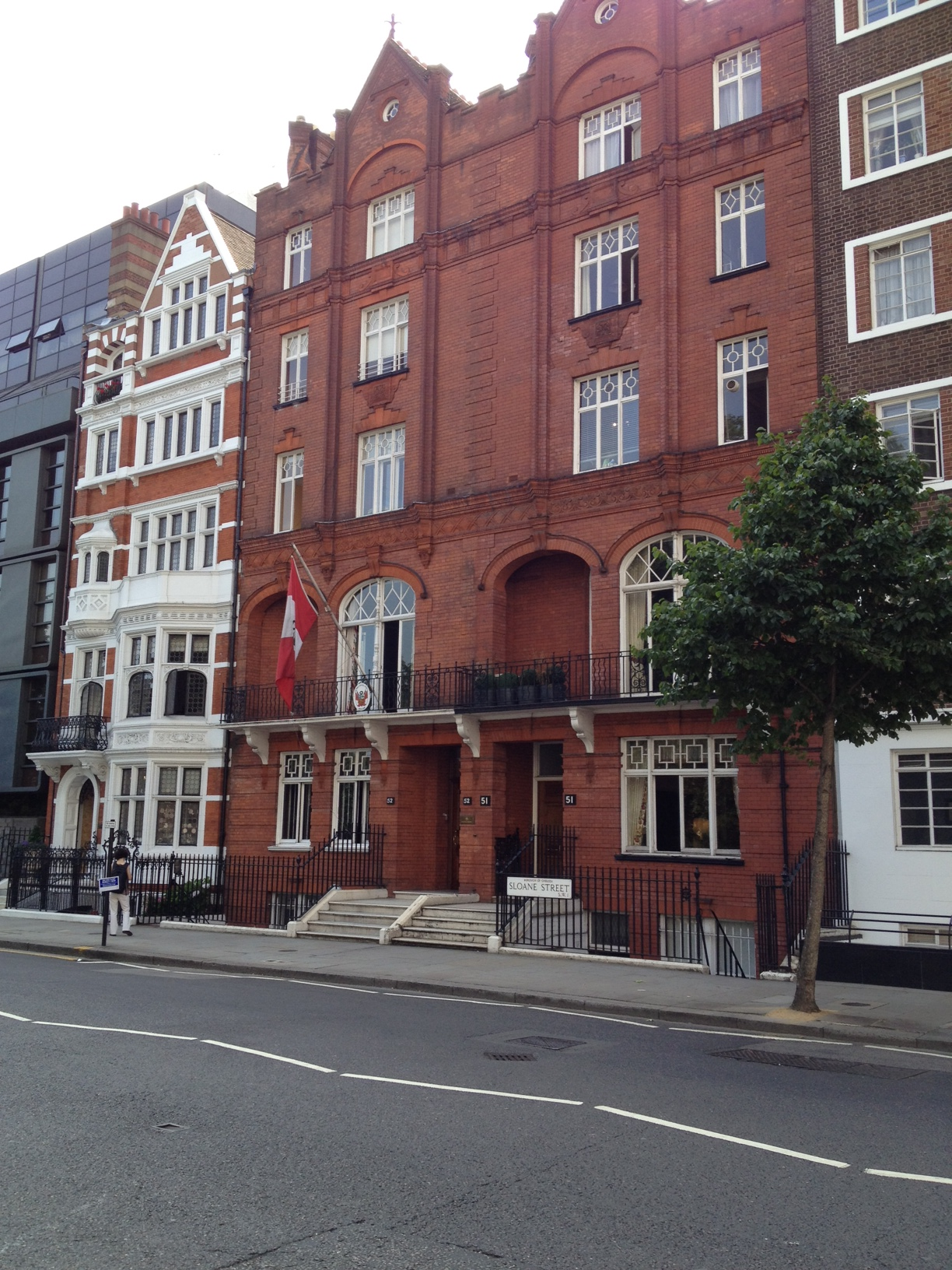
Embaixada do Peru em Londres

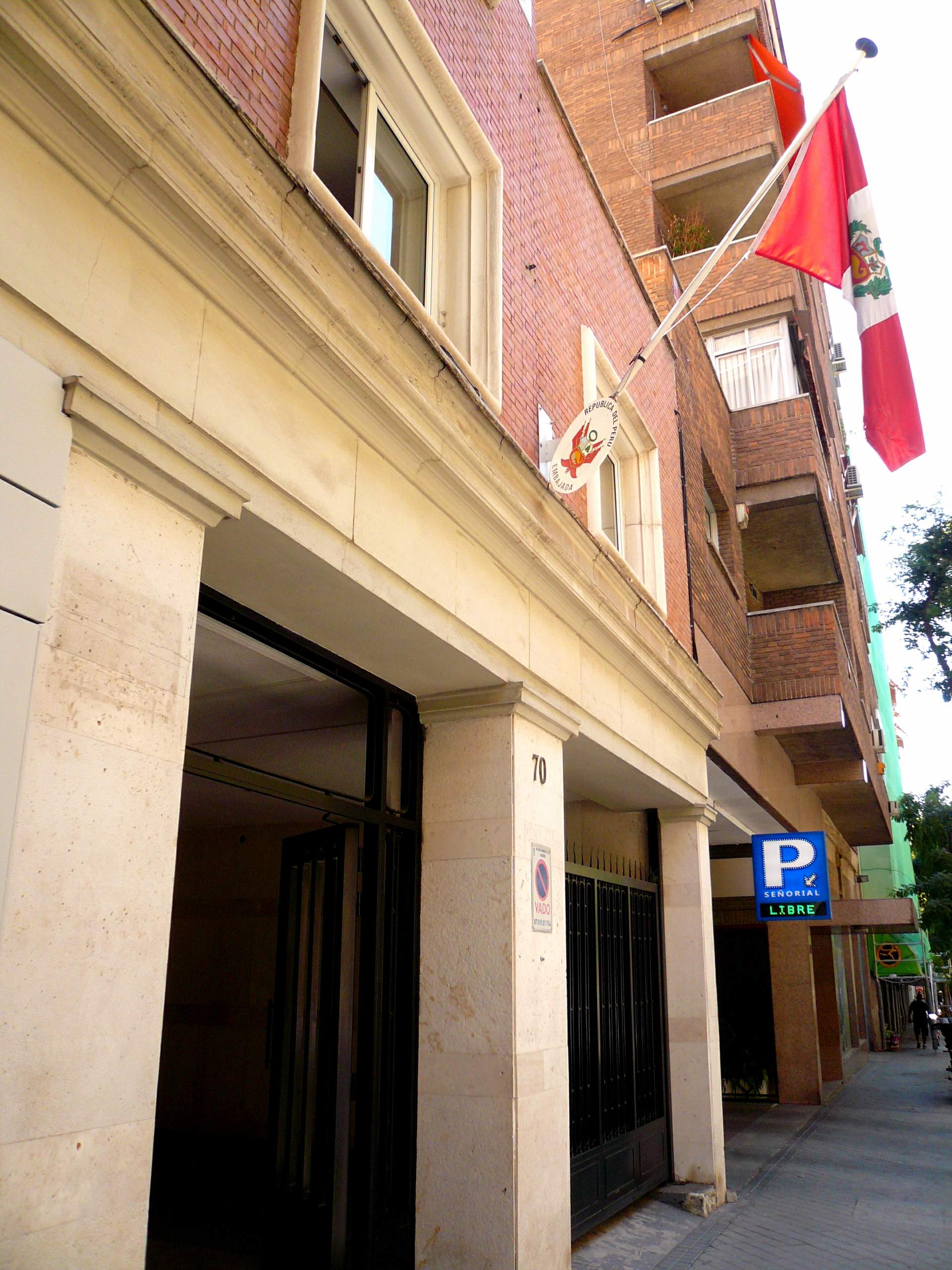
Embaixada do Peru em Madrid

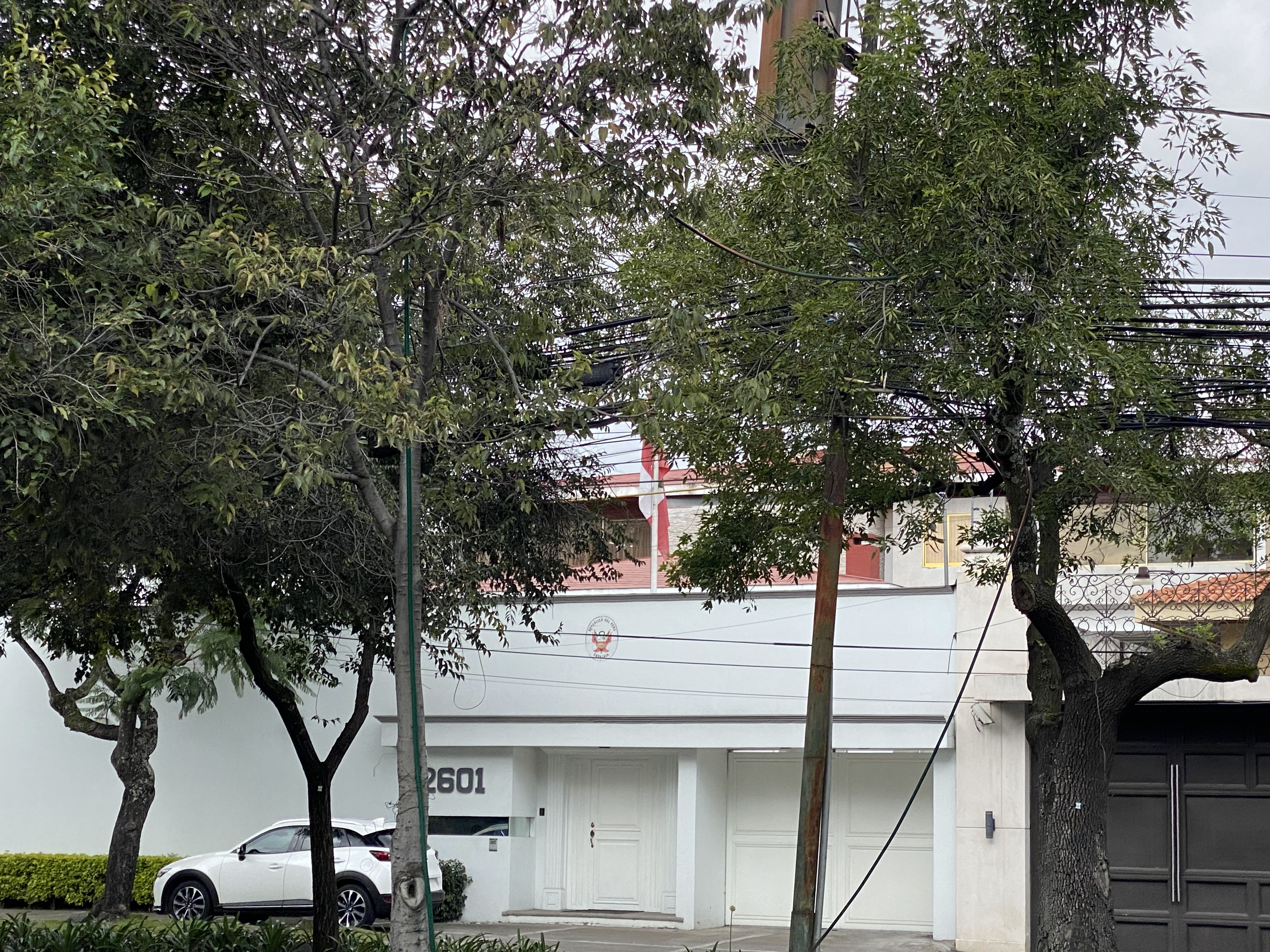
Embaixada do Peru em Cidade do México

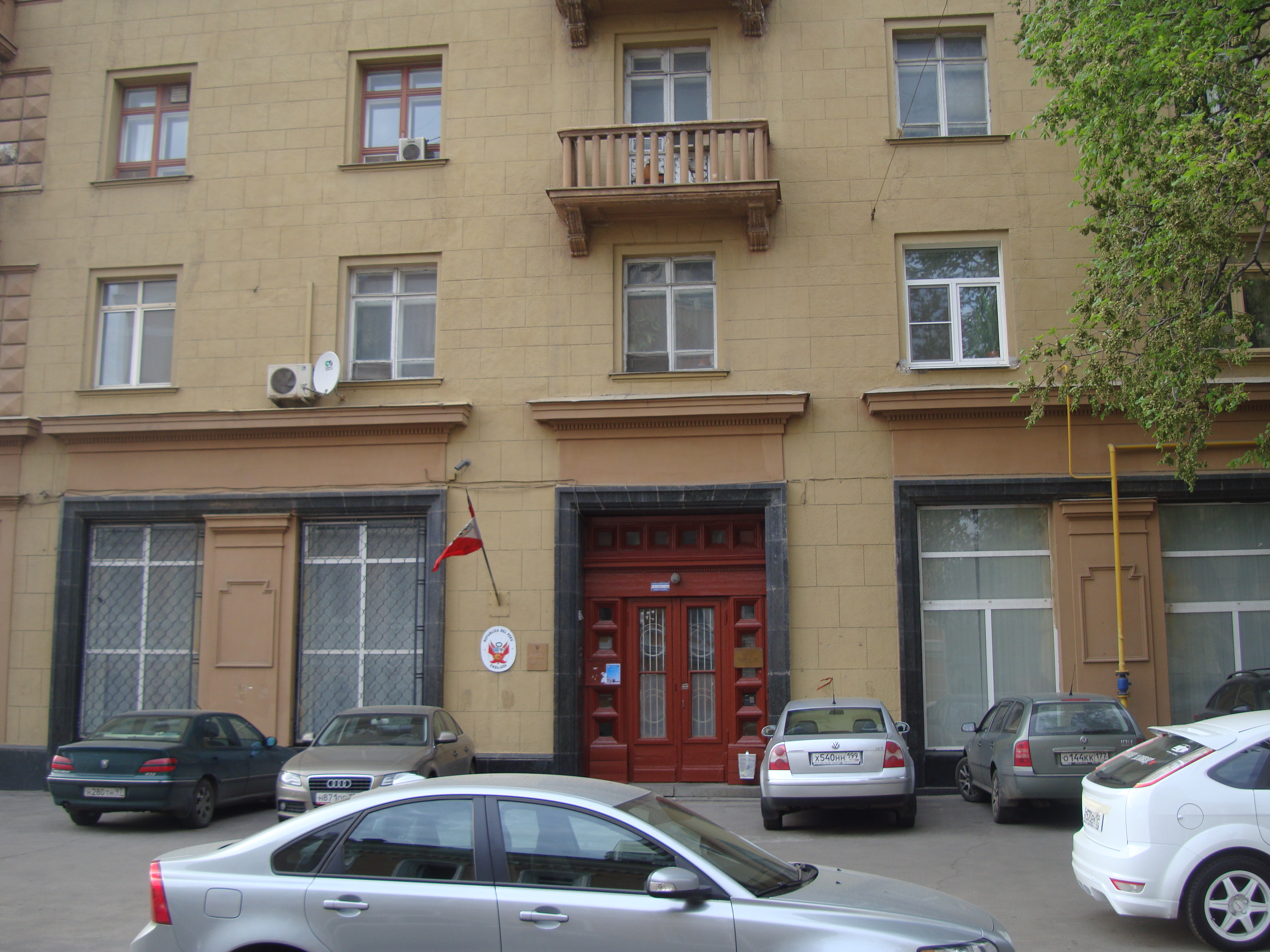
Embaixada do Peru em Moscou

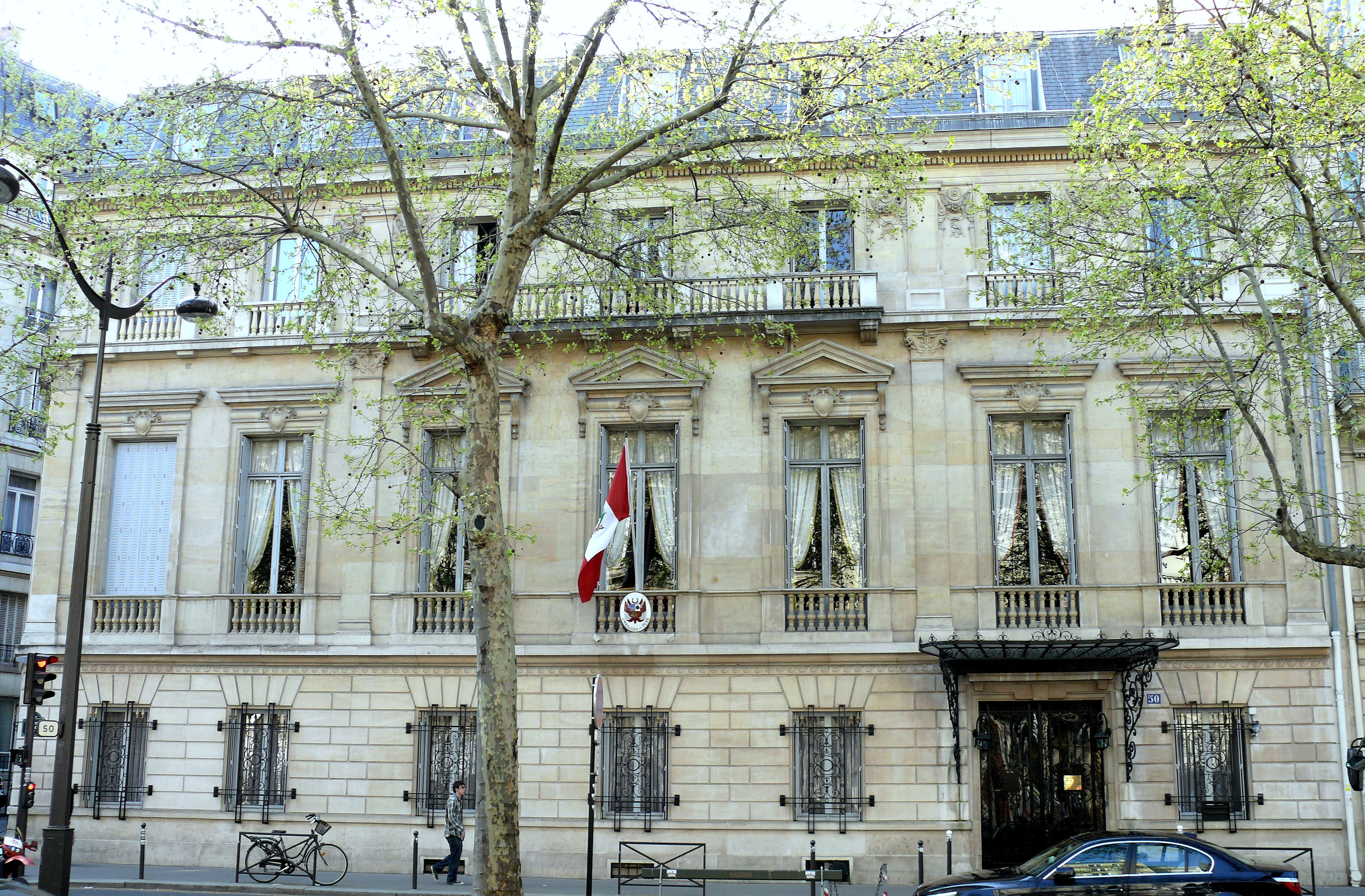
Embaixada do Peru em Paris

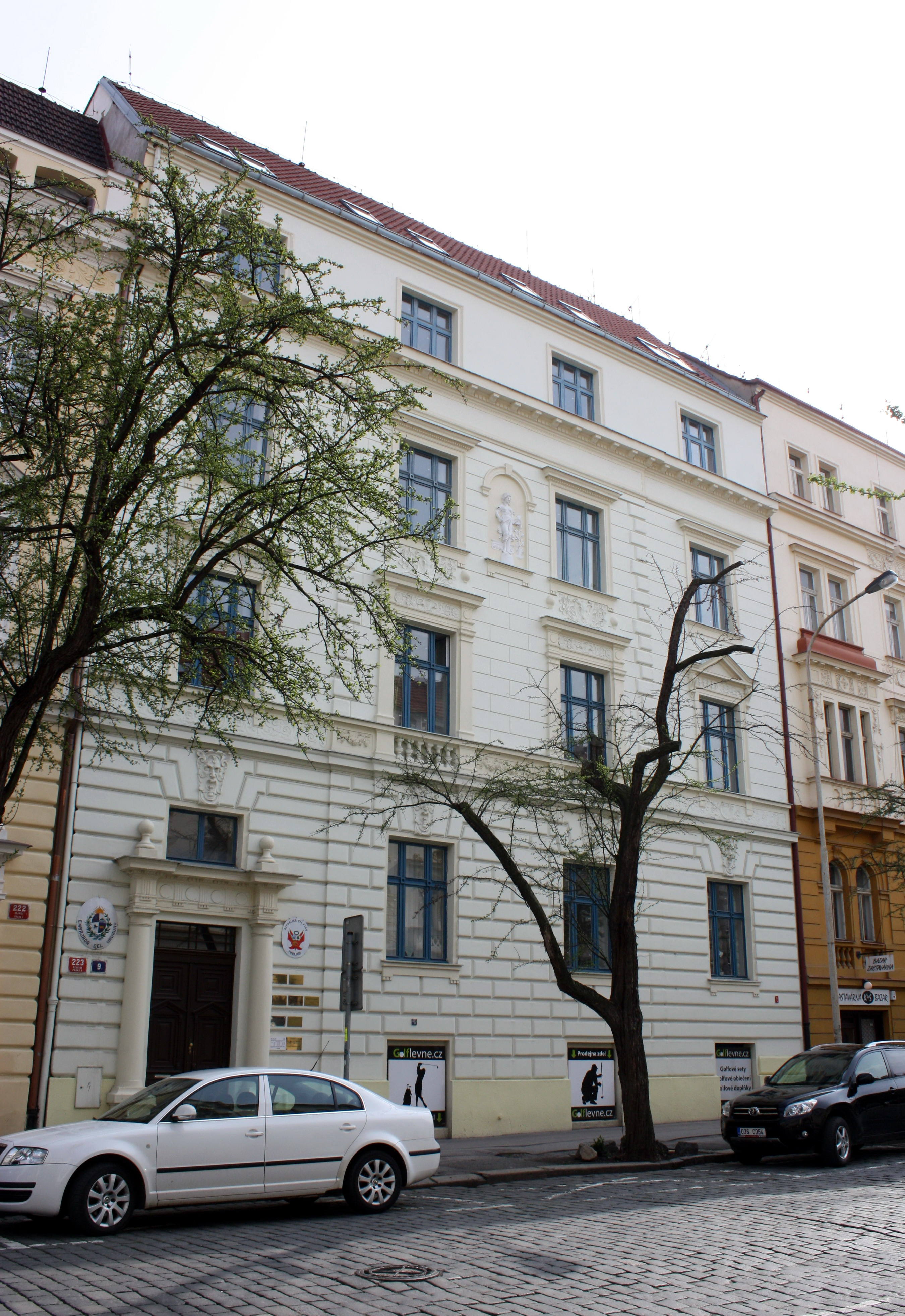
Embaixada do Peru em Praga

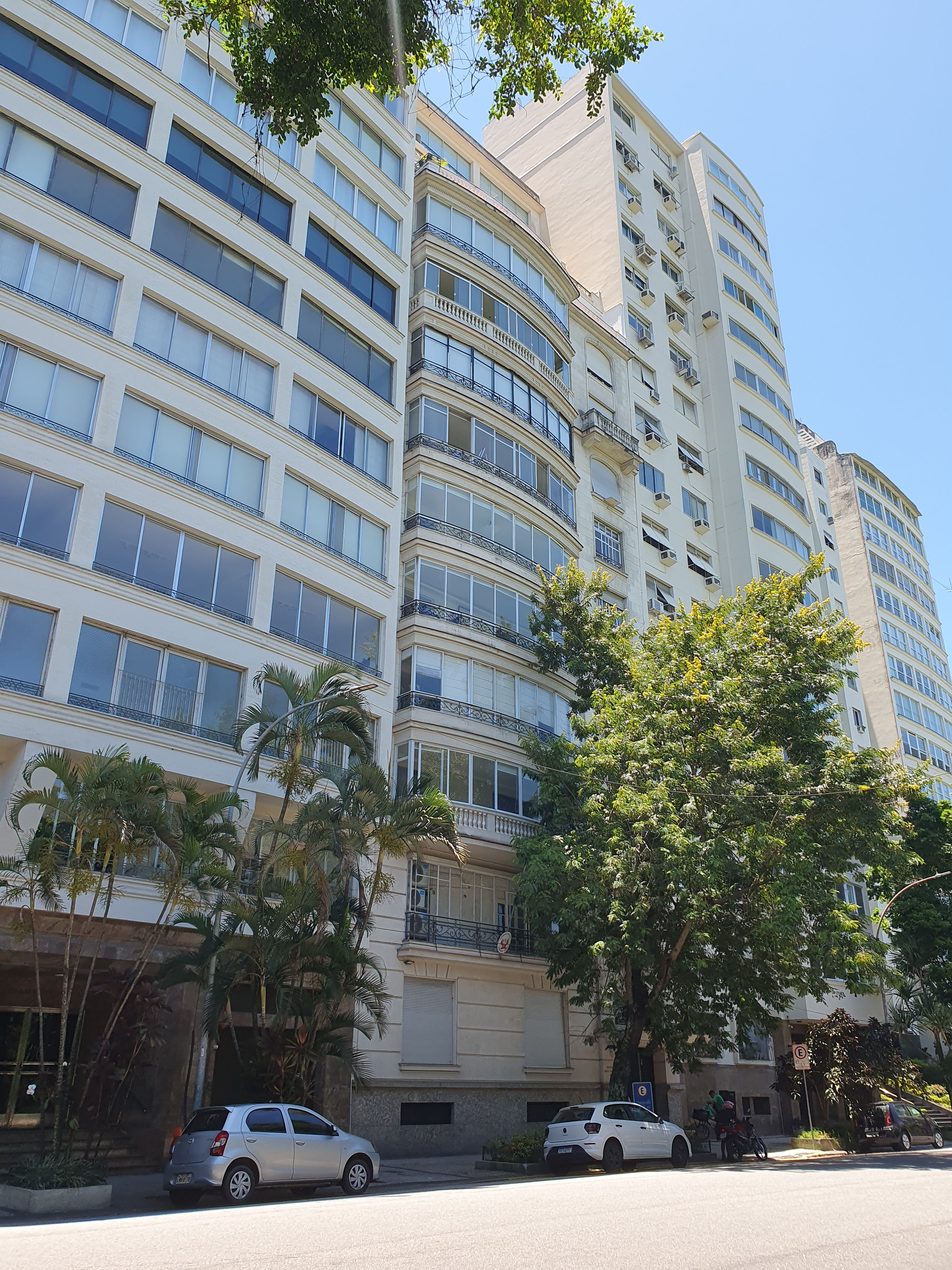
Consulado-Geral do Peru no Rio de Janeiro

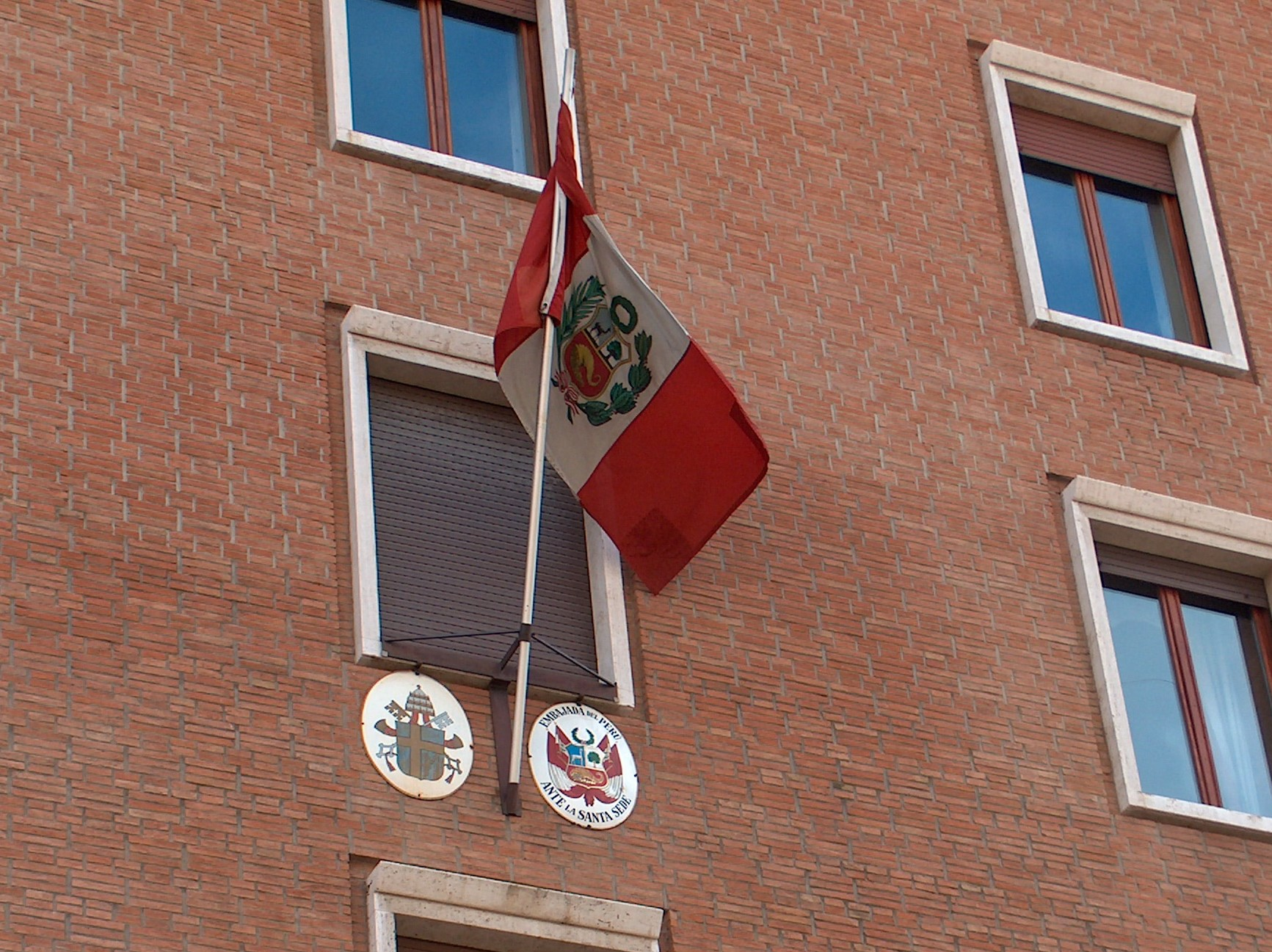
Embaixada do Peru em ante a Santa Sé em Roma

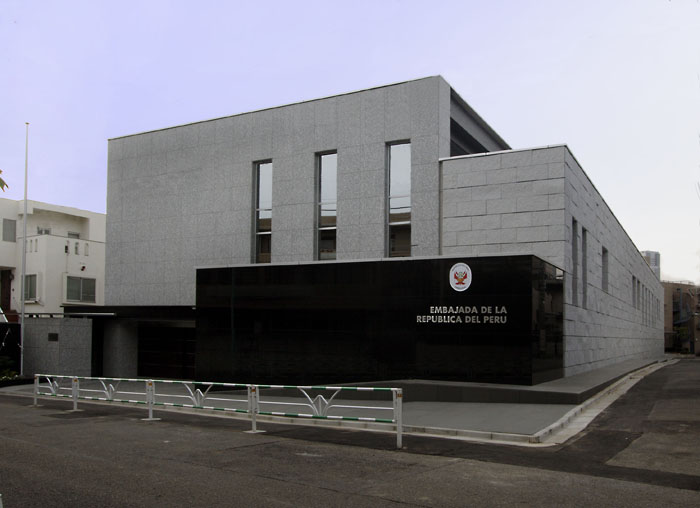
Embaixada do Peru em Tóquio

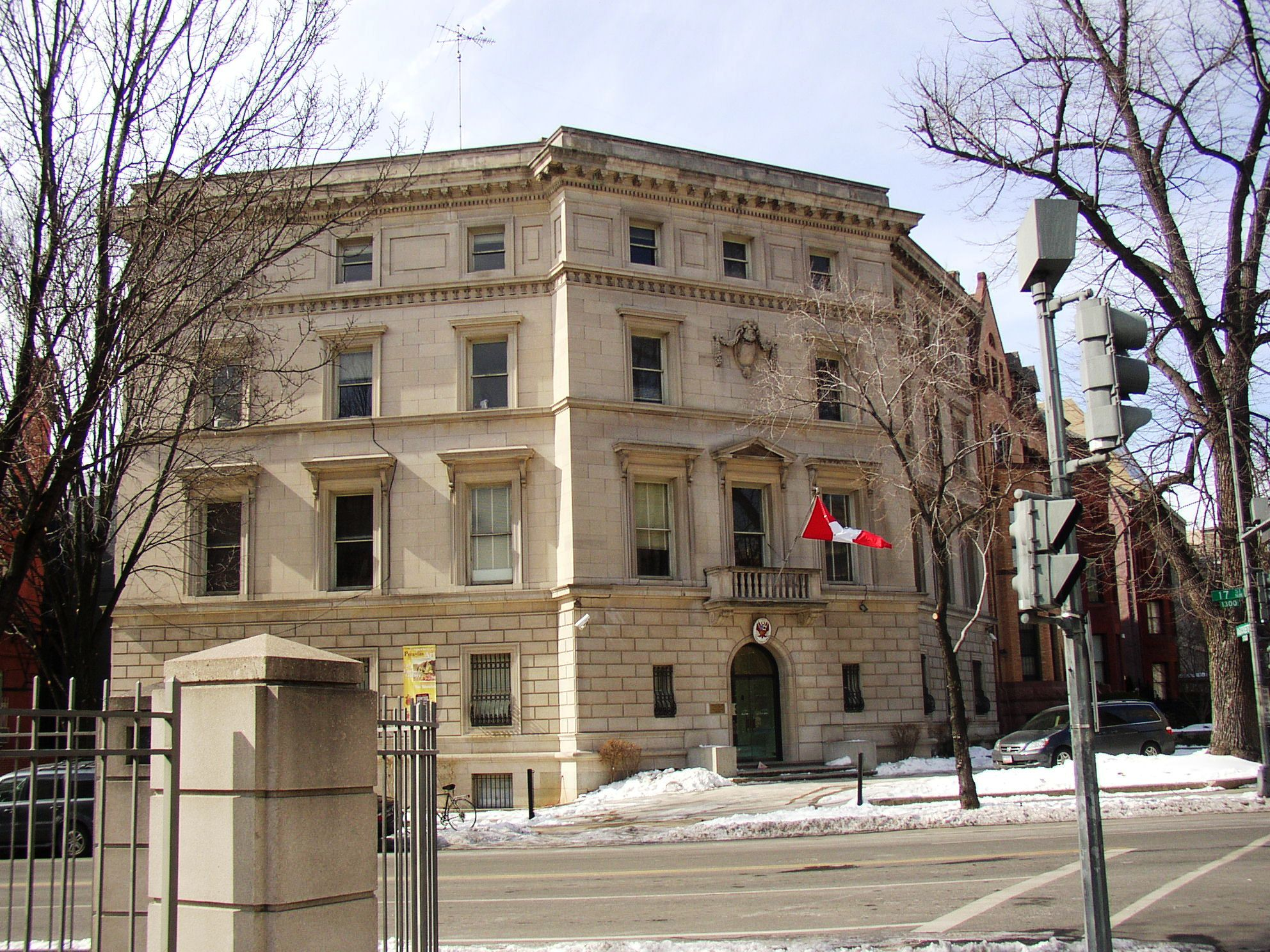
Embaixada do Peru em Washington, DC

- África do Sul
  - Pretória (Embaixada)
- Argélia
  - Argel (Embaixada)
- Egito
  - Cairo (Embaixada)
- Gana
  - Acra (Embaixada)
- Marrocos
  - Rabat (Embaixada)
- Quênia
  - Nairobi (Embaixada)

## América
- Argentina
  - Buenos Aires (Embaixada)
  - Córdoba (Consulado-Geral)
  - La Plata (Consulado-Geral)
  - Mendoza (Consulado-Geral)
- Bolívia
  - La Paz (Embaixada)
  - Cochabamba (Consulado-Geral)
  - Santa Cruz de la Sierra (Consulado-Geral)
- Brasil
  - Brasília (Embaixada)
  - Manaus (Consulado-Geral)
  - Rio Branco (Consulado-Geral)
  - Rio de Janeiro (Consulado-Geral)
  - São Paulo (Consulado-Geral)
- Canadá
  - Ottawa (Embaixada)
  - Montreal (Consulado-Geral)
  - Toronto (Consulado-Geral)
  - Vancouver (Consulado-Geral)
- Chile
  - Santiago de Chile (Embaixada)
  - Arica (Consulado-Geral)
  - Iquique (Consulado-Geral)
  - Valparaíso (Consulado-Geral)
- Colômbia
  - Bogotá (Embaixada)
  - Leticia (Consulado-Geral)
- Costa Rica
  - San José (Embaixada)
- Cuba
  - Havana (Embaixada)
- El Salvador
  - San Salvador (Embaixada)
- Equador
  - Quito (Embaixada)
  - Guayaquil (Consulado-Geral)
  - Loja (Consulado-Geral)
  - Machala (Consulado-Geral)
  - Macará (Consulado)
- Estados Unidos
  - Washington, DC (Embaixada)
  - Atlanta (Consulado-Geral)
  - Boston (Consulado-Geral)
  - Chicago (Consulado-Geral)
  - Dallas (Consulado-Geral)
  - Denver (Consulado-Geral)
  - Hartford (Consulado-Geral)
  - Houston (Consulado-Geral)
  - Los Angeles (Consulado-Geral)
  - Miami (Consulado-Geral)
  - Nova Iorque (Consulado-Geral)
  - Paterson (Consulado-Geral)
  - San Francisco (Consulado-Geral)
- Guatemala
  - Cidade da Guatemala (Embaixada)
- Honduras
  - Tegucigalpa (Embaixada)
- México
  - Cidade do México (Embaixada)
- Nicarágua
  - Manágua (Embaixada)
- Panamá
  - Cidade do Panamá (Embaixada)
- Paraguai
  - Assunção (Embaixada)
- República Dominicana
  - Santo Domingo (Embaixada)
- Trinidad e Tobago
  - Port of Spain (Embaixada)
- Uruguai
  - Montevidéu (Embaixada)
- Venezuela
  - Caracas (Embaixada)
  - Puerto Ordaz (Consulado-Geral)

## Asia
- Arábia Saudita
  - Riad (Embaixada)
- Catar
  - Doha (Embaixada)
- China
  - Pequim (Embaixada)
  - Cantāo (Consulado-Geral)
  - Hong Kong (Consulado-Geral)
  - Xangai (Consulado-Geral)
- Coreia do Sul
  - Seul (Embaixada)
- Emirados Árabes Unidos
  - Dubai (Consulado-Gerall)
- Índia
  - Nova Deli (Embaixada)
- Indonésia
  - Jacarta (Embaixada)
- Israel
  - Tel Aviv (Embaixada)
- Japão
  - Tóquio (Embaixada)
  - Nagoya (Consulado-Geral)
- Kuwait
  - Cidade do Kuwait (Embaixada)
- Malásia
  - Kuala Lumpur (Embaixada)
- Singapura
  - Singapura (Embaixada)
- Tailândia
  - Bangkok (Embaixada)
- Taiwan
  - Taipei (Escritório Comercial)
- Turquia
  - Ancara (Embaixada)
- Vietname
  - Hanói (Embaixada)

## Europa
- Alemanha
  - Berlim (Embaixada)
  - Frankfurt (Consulado-Geral)
  - Hamburgo (Consulado-Geral)
  - Munique (Consulado-Geral)
- Áustria
  - Viena (Embaixada)
- Bélgica
  - Bruxelas (Embaixada)
- Espanha
  - Madrid (Embaixada)
  - Barcelona (Consulado-Geral)
  - Sevilha (Consulado-Geral)
  - Valência (Consulado-Geral)
- Finlândia
  - Helsínquia (Embaixada)
- França
  - Paris (Embaixada)
- Grécia
  - Atenas (Embaixada)
- Itália
  - Roma (Embaixada)
  - Florença (Consulado-Geral)
  - Gênova (Consulado-Geral)
  - Milão (Consulado-Geral)
  - Turim (Consulado-Geral)
- Países Baixos
  - Haia (Embaixada)
  - Amsterdã (Consulado-Geral)
- Polónia
  - Varsóvia (Embaixada)
- Portugal
  - Lisboa (Embaixada)
- Reino Unido
  - Londres (Embaixada)
- Chéquia
  - Praga (Embaixada)
- Roménia
  - Bucareste (Embaixada)
- Rússia
  - Moscou (Embaixada)
- Santa Sé
  - Cidade do Vaticano (situada em Roma) (Embaixada)
- Suécia
  - Estocolmo (Embaixada)
- Suíça 
  - Berna (Embaixada)
  - Genebra (Consulado-Geral)

## Oceanía
- Austrália
  - Canberra (Embaixada)
  - Sydney (Consulado-Geral)

## Organizações Multilaterais
- Bruxelas (Missão Permanente do Peru junto a União Europeia)
- Genebra (Missão Permanente do Peru junto as Nações Unidas e outras organizações internacionais)
- Montevidéu (Missão Permanente do Peru junto aMERCOSUL e ALADI)
- Nairobi (Missão Permanente do Peru junto as Nações Unidas e outras organizações internacionais)
- Nova Iorque (Missão Permanente do Peru junto a Nações Unidas)
- Paris (Missão Permanente do Peru junto a Unesco)
- Roma (Missão Permanente do Peru junto aOrganização das Nações Unidas para a Alimentação e a Agricultura)
- Viena (Missão Permanente do Peru junto as Nações Unidas)
- Washington, DC (Missão Permanente do Peru junto a Organização dos Estados Americanos)